# Achias trivittatus
Achias trivittatus är en tvåvingeart som beskrevs av Mcalpine 1994. Achias trivittatus ingår i släktet Achias och familjen bredmunsflugor. Inga underarter finns listade i Catalogue of Life.